# هيثكوت همر
هيثكوت همر (بالإنجليزية: Heathcote Hammer) هو عسكري أسترالي، ولد في 15 فبراير 1905 في ساوثرن كروس في أستراليا، وتوفي في 10 مارس 1961 في Brighton, Victoria ‏ في أستراليا.